# Ernst Reichel (Ingenieur)
Ernst Reichel (* 4. Juni 1857 in Mährisch-Schönberg; † 9. Mai 1934 in Berlin) war ein deutscher Ingenieur und Hochschullehrer.

## Leben
Ernst Reichel studierte an der Technischen Hochschule Wien, wo er unter anderem Kontakt zu Alois Riedler hatte. Ab 1877 gehörte er der Wiener akademischen Burschenschaft Bruna Sudetia an. Nach dem Studium war er für zwölf Jahre beim Hamburger Unternehmen Nagel & Kaemp beschäftigt; zunächst als Oberingenieur, später als Direktor. 1892 folgte er einem Ruf an die Technische Hochschule Darmstadt. 1896 wechselte er an die Technische Hochschule Berlin. Dort lehrte er bis zu seiner Emeritierung die Fächer Maschinenelemente und Wasserkraftmaschinen. Im Studienjahr 1897/1898 war er Dekan der Fakultät für Maschineningenieurwesen.
Ernst Reichel führte den Titel eines Geheimen Regierungsrats. Zwei Universitäten zeichneten ihn mit dem Grad eines Doktoringenieurs ehrenhalber aus. Die Technische Hochschule Berlin ernannte ihn im Februar 1926 zum Ehrenbürger.
Ernst Reichel war verheiratet. Seit 1889 war er Mitglied des Vereins Deutscher Ingenieure (VDI).